# منسن (ایندیانا)
منسن (به انگلیسی: Manson) یک منطقهٔ مسکونی در ایالات متحده آمریکا است که در شهرستان کلینتون، ایندیانا واقع شده‌است. منسن ۲۶۲٫۱۳ متر بالاتر از سطح دریا واقع شده‌است.